# Souvenirs secrets
Pour plus de détails, voir Fiche technique et Distribution.
Souvenirs secrets est un film franco-néo-zélandais réalisé par John Reid et sorti en 1986.

## Fiche technique
- Titre : Souvenirs secrets
- Titre original : Leave All Fair
- Réalisation : John Reid
- Scénario : John Reid, Jean Betts, Stanley Harper et Maurice Pons
- Photographie : Bernard Lutic
- Costumes : Rose-Marie Melka
- Son : Bob Allen
- Montage : Ian John
- Musique : Stephen McCurdy
- Production : Pacific Films - Goldeneye Productions
- Pays d’origine :  France -  Nouvelle-Zélande
- Durée : 1 h 28 min
- Date de sortie : France - 4 juin 1986

## Distribution
- John Gielgud : John Middleton Murry
- Jane Birkin : Marie Taylor / Katherine Mansfield
- Féodor Atkine : André de Sarry
- Simon Ward : John jeune
- Louba Guertchikoff : Lisa
- Maurice Chevit : Alain